# Ramon Gomis de Barbarà
Ramon Gomis de Barbarà (Reus, 25 de desembre de 1946) és un metge endocrinòleg i dramaturg català.

## Biografia
Va estudiar batxiller a Reus i es va llicenciar en medicina a la Universitat de Barcelona l'any 1972. El 1976 es va especialitzar en endocrinologia i nutrició i el 1982 es va doctorar. De 1982 a 1984 va cursar un postgrau a la Universitat Lliure de Brussel·les i en tornar va ser nomenat metge adjunt a l'Hospital Clínic de Barcelona. En aquesta institució de 1992 a 1998 va exercir el càrrec de cap de la Secció de Diabetis i de 1998 a 2003 del Servei d'Endocrinologia. El 2008 va ser nomenat director de la Fundació Clínic per a la Recerca Biomèdica. També ha estat director de l'Institut d'Investigacions Biomèdiques August Pi i Sunyer (IDIBAPS) i del Centre d'Investigacions Biomèdiques en Xarxa de Diabetis i Malalties Metabòliques Associades (Ciberdem). Des de 2002 també és professor de la Universitat de Barcelona. Des de 2018 és director dels Estudis de Ciències de la Salut de la Universitat Oberta de Catalunya.
Va ser fundador del teatre independent «la Tartana» de Reus, va col·laborar a la Revista del Centre de Lectura i és autor de diverses obres de teatre. També ha publicat textos narratius com La Mar de la Frau, Barques i fogons i Guia de la Costa Daurada. L'any 2003 va ser nomenat fill il·lustre de Reus i distingit amb la Creu de Sant Jordi l'any 2013.

## Obra dramàtica
- 1970. La petita història d'un home qualsevol. Barcelona, Edicions 62, 1970. V obtenir el Premi Joan Santamaria el 1970
- 1972. Vermell de xaloc; Llumí d'or. Barcelona: Edicions 62, 1976. ISBN 8429711895 Error en ISBN: suma de verificació no vàlida
- 1989. Capvespre al jardí. Barcelona. Edicions 62, 1989. ISBN 8429729658 Premi Crítica Serra d'Or
- 1994 Al fil de la mar. Barcelona: Lumen; Romea, Centre Dramàtic de la Generalitat de Catalunya, 1994. ISBN 8426422764
- 1996 El mercat de les delícies. Barcelona: Lumen : Romea, Centre Dramàtic de la Generalitat de Catalunya, 1996. ISBN 8426422764
- 2012 L'espiadimonis. Tarragona: Arola, 2012. ISBN 9788415248590
- 2016 Retorn a Betlan. Lectura dramatitzada. Dir.: Iban Beltran. Tarragona: Magatzem, 2016.
- 2022 Només el corbs van tips (premi Saó de Ponent)

A més ha escrit sobre temes professionals, i llibres d'assaig i narrativa, com ara: Retrats, més o menys impertinents. Reus: Centre de Lectura, 2008 ISBN 9788487873744, La Mar de la Frau: de Salou a Cambrils. Tarragona: El Mèdol, 1987. ISBN 8486542065 i El Gabriel Ferrater de Reus. Barcelona: Proa, 1998. ISBN 8482565451